# 全日本滑雪技术锦标赛
全日本滑雪技术锦标赛是由全日本滑雪联盟（SAJ）主办的全日本滑雪技术比赛，简称为技術選。

## 概述
此赛事，凡获得SAJ一级的滑雪选手，可以报名参加，按地区代表队方式报名。与高山滑雪比赛不同，此赛事不以速度作为竞赛的标准，也不以难度系数标准来评定，而是在指定的雪道上，对参赛选手所滑出的弯型，如何使用与发挥雪板的性能等方面进行评估，然后打分，将这些评估点合计作为比赛得分。虽然比赛不以速度作为评判标准，但为了滑出优美的曲线，选手通常都以极高的速度滑行，以展现自身的技术和进攻性。
此赛事从1964年开始，截至2024年3月，合计举办了61届。

## 赛制
- 地形包括中级道，高级道，复合型坡道，机压雪道，不平整雪道，自然形成的蘑菇道。
- 选手要在以上雪道内按要求滑出大弯 小弯，以及变节奏滑行，选手们比的是技术实力的发挥。
- 每次滑行，由5位裁判给出得分，去掉最高分和最低分，剩下3名裁判的得分相加即为最后得分。[3]
- 每个裁判初始成绩都是100分，每一次技术失误扣除至少1分，直至滑行结束，得到最后得分。
- 参加决赛的男选手限定为70名，女选手30名，5天的比赛中，在3种不同地形的雪道展开比赛，最终总分最高者胜出。
- 比赛场地规格（以第54届比赛场地为例）：

| 场地用途   | 长度（m） | 落差（m） | 最大斜度（°） | 平均斜度（°） |
| ---------- | --------- | --------- | ------------- | ------------- |
| 综合滑行   | 400       | 148       | 24            | 21.7          |
| 小回转滑行 | 305       | 124       | 26            | 23.8          |

## 历年最终决赛结果
2024年第61届最终决赛结果
男子
第一：武田龙
第二：奥村骏
第三：齐藤圭哉
女子
第一：渡边渚
第二：青木美和
第三：春原优衣
2023年第60届最终决赛结果
男子
第一：武田龙
第二：奥村骏
第三：川上勇贵
女子
第一：渡边渚
第二：神谷来美
第三：春原优衣
2022年第59届最终决赛结果
男子
第一：武田龙
第二：丸山贵雄
第三：井山敬介
女子
第一：栗山未来
第二：神谷来美
第三：青木美和
2021年第58届最终决赛结果
男子
第一：武田龙
第二：佐藤荣一
第三：井山敬介
女子
第一：栗山未来
第二：青木美和
第三：大场朱莉
2020年第57届最终决赛结果
因疫情中止
2019年第56届最终决赛结果
男子
第一：武田龙
第二：佐藤荣一
第三：井山敬介
女子
第一：栗山未来
第二：金子步美 (金子 あゆみ)
第三：春原优衣
2018年第55届最终决赛结果
男子
第一：吉冈大辅
第二：丸山贵雄
第三：井山敬介
女子
第一：栗山未来
第二：大场朱莉
第三：金子步美 (金子 あゆみ)

## 引入中国
2016年3月，中国首届大众滑雪技术大奖赛在崇礼区万龙滑雪场举办，这次技术大赛赛制借鉴了韩国、日本滑雪技术大赛安排，大赛裁判员由日韩为主体的专业人员和国内本土资深的滑雪人士担当。

## 外部资源
全日本滑雪技术锦标赛官方网站 （页面存档备份，存于）